# Wilhelm Hillebrand (kněz)
Wilhelm Hillebrand (27. ledna 1892, Titz – 19. července 1959, Cáchy) byl německý katolický kněz. Je autorem první verze tzv. teplotní metody přirozeného plánování rodičovství.
Narodil se jako druhý z jedenácti dětí. Na kněze by vysvěcen v Kolíně nad Rýnem v roce 1915. Působil nejprve jako kaplan v Eupen a později v Aachen-Burscheid. V roce 1929 se stal farářem v Rottu blízko Cách. Toto místo musel kvůli své nepohodlnosti pro autority Národního socialismu opustit. Po 2. světové válce působil ve farnosti Lohn a od roku 1953 v Schevenhutte, kde zůstal až do své smrti.
Ve své pastorační praxi se setkával s obtížnými situacemi katolických manželů, kteří neměli k dispozici žádnou spolehlivou metodu kontroly početí, která by byla v souladu s učením katolické církve. Začátkem 30. let 20. století začal párům doporučovat kalendářovou metodu (Ogino – Knausovu), ale ta se neosvědčila.
V roce 1904 popsal nizozemský gynekolog van de Velde bifázický průběh bazální tělesné teploty v průběhu menstruačního cyklu. Hillebrand se rozhodl tohoto poznatku využít pro kontrolu početí. V roce 1935 jako první na světě sestavil metodu založenou na sledování teploty, která byla prakticky využitelná. Za jeho zásluhy pro rozvoj poznání v oblasti fyziologie lidské reprodukce mu v roce 1959 Univerzita Alberta Velikého v Kolíně nad Rýnem udělila čestný doktorát za medicínu.